# Savignano sul Rubicone
Savignano sul Rubicone é uma comuna italiana da região da Emília-Romanha, província de Forlì-Cesena, com cerca de 14.890 habitantes. Estende-se por uma área de 23 km², tendo uma densidade populacional de 647 hab/km². Faz fronteira com Gatteo, Longiano, San Mauro Pascoli, Santarcangelo di Romagna (RN).

## Demografia
| Variação demográfica do município entre 1861 e 2011                               |
|                                                                                   |
| Fonte: Istituto Nazionale di Statistica (ISTAT) - Elaboração gráfica da Wikipedia |